# Въоръжени сили на Демократична република Конго
Въоръжените сили на Демократична република Конго са съставени от сухопътни сили, военновъздушни сили и флот.
Заради дългогодишните размирици и ограничения бюджет армията на страната е малобройна и зле обучена. Унищожената инфраструктура на ДР Конго ограничава логистичните и транспортни възможности на въоръжените ѝ сили. Няколко страни са изпратили военни инструктори в последните години, сред които САЩ, Франция и КНДР.
В страната са разположени около 16 000 миротворци на ООН с цел стабилизиране и укрепване на местната власт. Инвентарът на Армията включва ограничен брой тежки артилерийски установки, стотина леки артилерийски установки, десетина ракети СКЪД-B. Военновъздушните сили разполагат с 2 изтребителя МиГ-23, 6 вертолета Ми-24 и няколко бомбардировача Су-25, както и с дузина транспортни вертолети и самолети.